# Sverdrup
En oceanografia, un sverdrup (símbol: Sv) és una unitat aliena al SI de flux, amb 1 Sv igual a 1,000,000 metres cúbics per segon. És utilitzat gairebé exclusivament en oceanografia per mesurar l'índex volumètric de transport de corrents oceàniques. La unitat de l'sverdrup és en honor de Harald Sverdrup. No ha de ser confós amb la unitat de SI sievert o el no pertanyent al SI svedberg, els quals utilitzen el mateix símbol.
En el context de corrents oceànic, un milió de metres cúbics per segon pot ser més fàcilment imaginat com a "llesca" d'oceà, d'1 km d'ample x 1 km de profund x 1 m de gruixut. A aquesta escala, aquestes unitats poden ser més fàcilment comparades en termes d'amplada del corrent (diversos km), profunditat (centenars de metres), i velocitat actual (com metres per segon). Així, un corrent hipotètic 50 km ample, 500 m (0.5 km) de profund, i movent a 2 m/s transportaria 50 Sv d'aigua.

## Exemples
El transport d'aigua en el Corrent de Golf gradualment augmenta de 30 Sv en el Corrent de Florida a un màxim de 150 Sv del sud de Terranova a 55°W de longitud.
El Corrent Circumpolar Antàrtic, a aproximadament 125 Sv, és el corrent d'oceànic més gran.
L'entrada global sencera d'aigua fresca dels rius a l'oceà és iguals a aproximadament 1.2 Sv.